# 400 meter för herrar vid inomhusvärldsmästerskapen i friidrott 2022
Herrarnas 400 meter vid inomhusvärldsmästerskapen i friidrott 2022 hölls den 18 och 19 mars 2022 på Štark arena i Belgrad i Serbien. 25 tävlande från 22 nationer deltog. 12 tävlande gick vidare från försöksheaten till semifinalerna och därefter sex tävlande till finalen.
Jereem Richards från Trinidad och Tobago vann guldet på tiden 45,00 sekunder, vilket innebar ett nytt mästerskaps- och nationsrekord. Silvermedaljen togs av amerikanska Trevor Bassitt på personbästat 45,05 sekunder och bronset gick till svenska Carl Bengtström som satte ett nytt svenskt rekord på tiden 45,33 sekunder.

## Resultat

### Försöksheat
Kvalificeringsregler: De två första i varje heat 0Q0 samt de 2 snabbaste tiderna 0q0 gick vidare till semifinalerna.
Försöksheaten startade den 18 mars klockan 11:00.
| Placering | Heat | Bana | Namn                      | Nationalitet             | Tid          | Noteringar |
| --------- | ---- | ---- | ------------------------- | ------------------------ | ------------ | ---------- |
| 1         | 1    | 6    | Julien Watrin             | Belgien                  | 45,88        | 0Q0, 0NR0  |
| 2         | 5    | 6    | Carl Bengtström           | Sverige                  | 46,45        | 0Q0        |
| 3         | 1    | 5    | Trevor Bassitt            | USA                      | 46,47        | 0Q0        |
| 4         | 5    | 4    | Christopher Taylor        | Jamaica                  | 46,48        | 0Q0        |
| 5         | 5    | 5    | Bruno Hortelano           | Spanien                  | 46,49 (,483) | 0q0        |
| 6         | 3    | 5    | Patrik Šorm               | Tjeckien                 | 46,49 (,485) | 0Q0        |
| 7         | 3    | 6    | Benjamin Lobo Vedel       | Danmark                  | 46,58        | 0Q0        |
| 8         | 4    | 5    | Marqueze Washington       | USA                      | 46,66        | 0Q0        |
| 9         | 2    | 5    | Jereem Richards           | Trinidad och Tobago      | 46,69        | 0Q0        |
| 10        | 2    | 4    | Mikhail Litvin            | Kazakstan                | 46,72        | 0Q0        |
| 11        | 1    | 3    | Kajetan Duszyński         | Polen                    | 46,75        | 0q0        |
| 12        | 3    | 4    | Patrick Schneider         | Tyskland                 | 46,76        |            |
| 13        | 3    | 3    | Tom Willems               | Australien               | 46,77        |            |
| 14        | 4    | 4    | Boško Kijanović           | Serbien                  | 46,88        | 0Q0        |
| 15        | 2    | 3    | Zakhiti Nene              | Sydafrika                | 46,92        |            |
| 16        | 5    | 3    | Håvard Bentdal Ingvaldsen | Norge                    | 46,95        |            |
| 17        | 1    | 4    | Isayah Boers              | Nederländerna            | 47,07        |            |
| 18        | 4    | 3    | Pavel Maslák              | Tjeckien                 | 47,31        |            |
| 19        | 1    | 2    | Mazen Al-Yassin           | Saudiarabien             | 47,65        |            |
| 20        | 2    | 6    | Manuel Guijarro           | Spanien                  | 47,74        |            |
| 21        | 4    | 2    | Jovan Stojoski            | Nordmakedonien           | 47,80        |            |
| 22        | 2    | 2    | Pau Blasi                 | Andorra                  | 49,82        |            |
| 23        | 3    | 2    | Quentin Petit             | Komorerna                | 51,55        | 0SB0       |
| 24        | 5    | 2    | Malique Smith             | Amerikanska Jungfruöarna | 51,98        | 0SB0       |
| 25        | 4    | 6    | Lucas Carvalho            | Brasilien                | 0DSQ0        | TR17.4.3   |

### Semifinaler
Kvalificeringsregler: De tre första i varje heat 0Q0 gick vidare till finalen.
Semifinalerna startade den 18 mars klockan 19:15.
| Placering | Heat | Bana | Namn                | Nationalitet        | Tid   | Noteringar |
| --------- | ---- | ---- | ------------------- | ------------------- | ----- | ---------- |
| 1         | 2    | 6    | Carl Bengtström     | Sverige             | 45,92 | 0Q0        |
| 2         | 1    | 4    | Jereem Richards     | Trinidad och Tobago | 46,15 | 0Q0        |
| 3         | 2    | 4    | Trevor Bassitt      | USA                 | 46,26 | 0Q0        |
| 4         | 1    | 3    | Benjamin Lobo Vedel | Danmark             | 46,30 | 0Q0        |
| 5         | 1    | 5    | Marqueze Washington | USA                 | 46,36 | 0Q0        |
| 6         | 1    | 6    | Julien Watrin       | Belgien             | 46,54 |            |
| 7         | 2    | 5    | Patrik Šorm         | Tjeckien            | 46,55 | 0Q0        |
| 8         | 2    | 1    | Bruno Hortelano     | Spanien             | 46,76 |            |
| 9         | 1    | 2    | Mikhail Litvin      | Kazakstan           | 46,89 |            |
| 10        | 2    | 2    | Boško Kijanović     | Serbien             | 46,97 |            |
| 11        | 1    | 1    | Kajetan Duszyński   | Polen               | 47,21 |            |
| 12        | 2    | 3    | Christopher Taylor  | Jamaica             | 0DNF0 | 0DNF0      |

### Final
Finalen startade den 19 mars klockan 20:15.
| Placering | Bana | Namn                | Nationalitet        | Tid   | Noteringar |
| --------- | ---- | ------------------- | ------------------- | ----- | ---------- |
| 1         | 6    | Jereem Richards     | Trinidad och Tobago | 45,00 | 0MR0, 0NR0 |
| 2         | 4    | Trevor Bassitt      | USA                 | 45,05 | 0PB0       |
| 3         | 5    | Carl Bengtström     | Sverige             | 45,33 | 0NR0       |
| 4         | 3    | Benjamin Lobo Vedel | Danmark             | 45,67 | 0NR0       |
| 5         | 2    | Patrik Šorm         | Tjeckien            | 46,81 |            |
| 6         | 1    | Marqueze Washington | USA                 | 46,85 |            |